# Diário Oficial da União

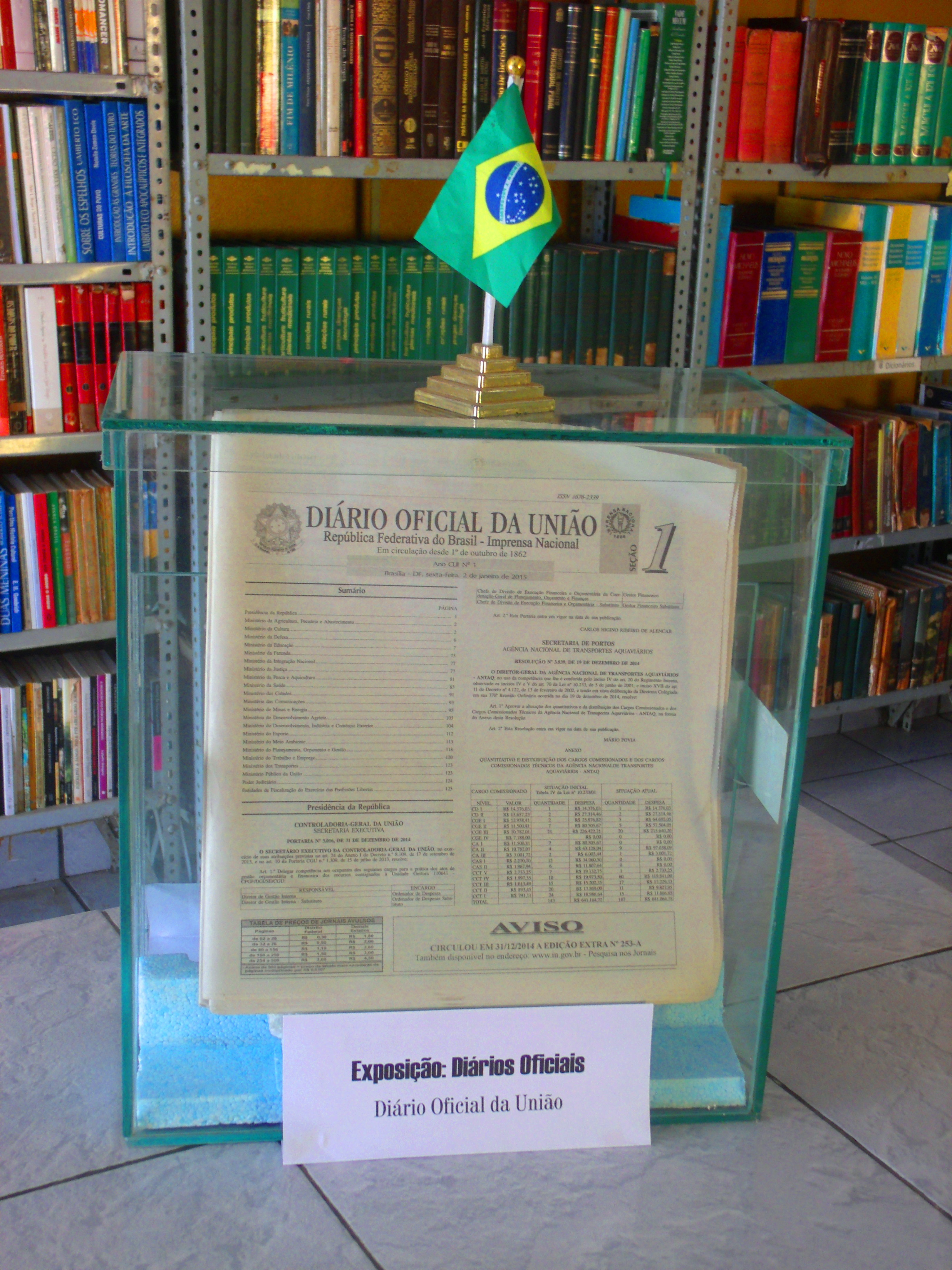
Edição de 2 de janeiro de 2015 em exposição numa biblioteca municipal.

O Diário Oficial da União (DOU) é um dos veículos de comunicação pelo qual a Imprensa Nacional do Brasil tem de tornar público todo e qualquer assunto acerca do âmbito federal. Em 1º de dezembro de 2017 deixou de ser impresso, podendo ser acessado somente pela internet.
A Imprensa Nacional é subordinada à Presidência da República Federativa do Brasil, que tutela um serviço para facilitar o acompanhamento de matérias publicadas no Diário Oficial da União, chamado In Busca Total. Por meio da ferramenta, as pessoas podem cadastrar um termo a ser constantemente procurado em uma das publicações e receber um aviso por e-mail quando este for mencionado no DOU.

## Literatura
A literatura do D.O.U. consiste em três seções, que publicam
- Emendas constitucionais, leis, decretos, resoluções, instruções normativas, portarias e outros atos normativos de interesse geral.
- Atos de interesse dos servidores da Administração Pública Federal.
- Contratos, editais, avisos e outros documentos de natureza ineditorial.

## História da Imprensa Oficial

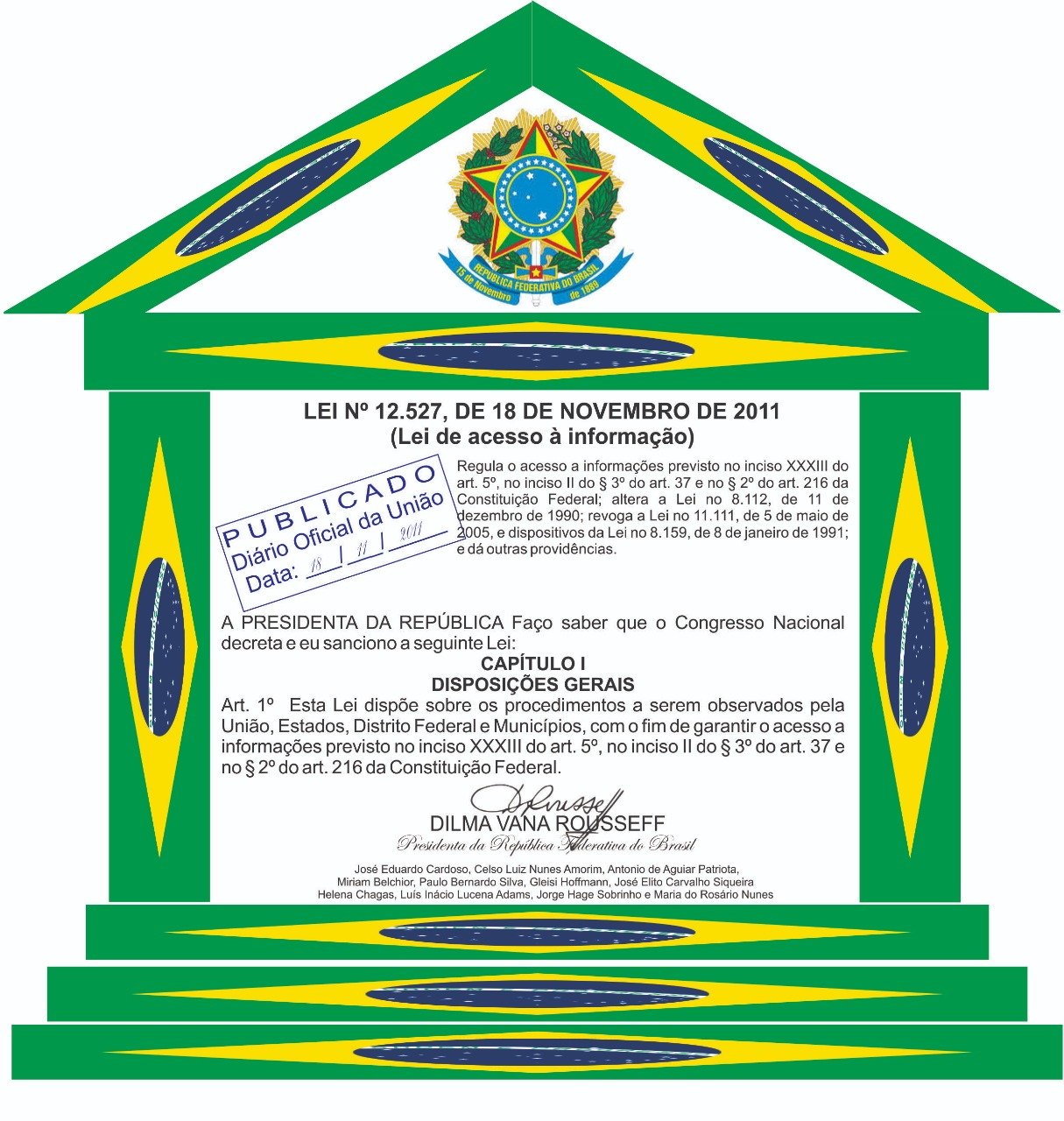
Placa com as partes iniciais, preambulares da Lei de acesso à informação com identificação de que a lei original foi publicação no DOU.

A origem do Diário Oficial remonta à época da transferência da corte portuguesa para o Brasil. O Príncipe Regente D. João assinou em 13 de maio de 1808 o decreto que criou a Impressão Régia no Rio de Janeiro, para imprimir, com exclusividade, todos os atos normativos e administrativos oficiais do governo. Em 10 de setembro daquele ano foi impresso o primeiro jornal no Brasil, chamado Gazeta do Rio de Janeiro.
A sequência de jornais que publicavam os atos de governo foi a seguinte, segundo o historiador Nelson Werneck Sodré:
1. Gazeta do Rio de Janeiro (10 de setembro de 1808 - 29 de dezembro de 1821)
2. Gazeta do Rio (1 de janeiro de 1822 - 31 de dezembro de 1822)
3. Diário do Governo (2 de janeiro de 1823 - 28 de junho de 1833)
4. Diário Fluminense (21 de maio de 1824 - 24 de abril de 1831)
5. Correio Oficial (1 de julho de 1833 - 30 de junho de 1836) e (2 de janeiro de 1830 - 30 de dezembro de 1840)
6. Sem jornal próprio (31 de dezembro de 1840 - 30 de agosto de 1846)
7. Gazeta Oficial do Império do Brasil (1 de setembro de 1846 - 31 de julho de 1848)[4]
8. Diário do Rio de Janeiro (De agosto 1841-31 agosto de 1846, não houve jornal oficial, sendo as notícias publicadas no Diário do Rio de Janeiro, com exceção de 1842, quando saíram publicadas no Jornal do Commercio).[4]
9. Diário Oficial do Império do Brasil (01 de outubro de 1862 - 28 de novembro de 1889)[4]
10. Diário Oficial da República dos Estados Unidos do Brasil (24 de novembro de 1889 - 31 de dezembro de 1891)
11. Diário Oficial da União - 1 de janeiro de 1892 - presente.

O Diário Oficial foi criado por meio da Lei Imperial Nº 1.177, sancionada em 9 de setembro de 1862 e o primeiro número circulou em 1 de outubro de 1862, quando o governo brasileiro, através de uma deliberação do Marquês de Olinda, passa a divulgar os atos legais através do Diário Oficial.
Em 15 de setembro de 1911 ocorreu um incêndio que destruiu boa parte das instalações do Diário Oficial, inclusive arquivos de documentos, publicações e o preciosíssimo acervo de sua biblioteca.
Em 1940, o Presidente Getúlio Vargas inaugurou uma nova sede para substituir a antiga, que ficou pequena.
Em 1994, a Imprensa Nacional passou a utilizar recursos de informática. Em 1997, parte da Seção I começou a ser disponibilizada na internet, e em 2000 o DOU passou a ser publicado integralmente em versão digital.
A edição de 19 de dezembro de 1997 conquistou o título de jornal em formato tabloide com maior número de páginas do mundo: 2 112.
Em 25 de outubro de 2017 foi anunciado o fim da edição impressa do DOU, marcada para 1º de dezembro do mesmo ano.

## Conteúdo dos Jornais Oficiais
- Diário Oficial da União - Seção 1: Atos normativos de interesse geral (leis, decretos, resoluções, instruções normativas, portarias e outros).
- Diário Oficial da União - Seção 2: Atos de interesse dos servidores da Administração Pública Federal.
- Diário Oficial da União - Seção 3: Contratos, editais, avisos e ineditoriais (atos de governos estaduais, municipais e de terceiros que, por determinação legal, requeiram publicação).
- Diário da Justiça Eletrônico do Tribunal Regional Federal da 1ª Região: Atos de caráter judicial do Tribunal Regional Federal da 1ª Região.
- Diário da Justiça: Publicações dos atos de caráter judicial, que foram editados, impressos, disponibilizados e distribuídos pela Imprensa Nacional até 31 de dezembro de 2010.[6]

## Normas de publicação
As normas gerais a serem seguidas na publicação do Diário Oficial da União estão no decreto nº 9 215, de 29 de novembro de 2017 que fixa: âmbito de aplicação, competência para a publicação, meio de publicação, autenticidade da versão eletrônica, encaminhamento de ato à publicação, autonomia técnica, confirmação de autoria, rejeição de atos, divisão em seções, periodicidade da publicação, atos publicados integralmente, atos publicados em extrato, atos de publicação vedada, remissão para endereço eletrônico, publicações cobradas, forma de pagamento das publicações, valor das publicações, publicações gratuitas, fundo da Imprensa Nacional, normas complementares, dúvidas e omissões e a vigência do decreto passou a ser a partir de 1 de dezembro de 2017.